# Boda blanca
Una boda blanca (en inglés: White wedding) es una boda formal o semiformal tradicional que se originó en Gran Bretaña.
El término proviene del color blanco del vestido de novia, que se originó con Ana de Bretaña durante su matrimonio en 1499 con Luis XII de Francia. El vestido blanco se popularizó entre la élite de la época victoriana después de que la reina Victoria luciera un vestido blanco de encaje en su boda de 1840 con el príncipe Alberto. El término ahora también engloba toda la rutina de bodas occidentales, especialmente en la tradición religiosa cristiana, que generalmente incluye un servicio religioso en la iglesia durante el cual comienza el matrimonio, seguido de una recepción. El estilo de boda blanca recibió otro impulso significativo en 1981, cuando 750 millones de personas vieron la transmisión por televisión de la boda de Diana Spencer con Carlos, Príncipe de Gales, en la que ella lució un elaborado vestido de tafetán blanco con una cola de 8 m.

## Historia del vestido blanco

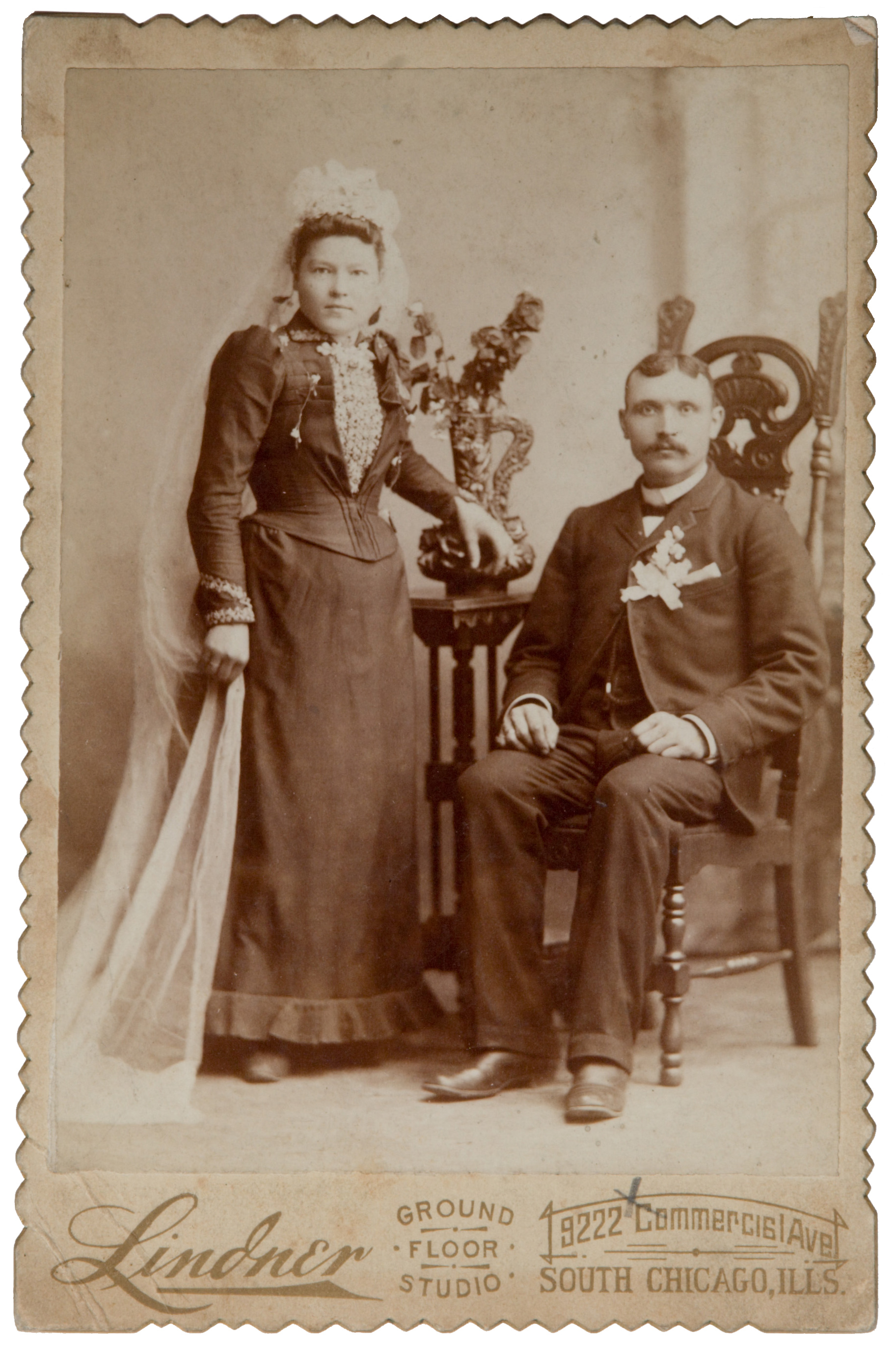
Una novia de finales del vistiendo un vestido de novia de color negro u oscuro.

Aunque María I de Escocia, llevó un vestido de novia blanco en 1559 cuando se casó con su primer esposo, Francisco delfín de Francia, la tradición del vestido de novia blanco comúnmente se atribuye a la elección de la reina Victoria de llevar un vestido de corte blanco en su boda con el príncipe Alberto en 1840. A las debutantes se les había exigido durante mucho tiempo usar vestidos de corte blancos y guantes blancos largos para su primera presentación en la corte, en un "salón" donde eran presentadas a la reina por primera vez.

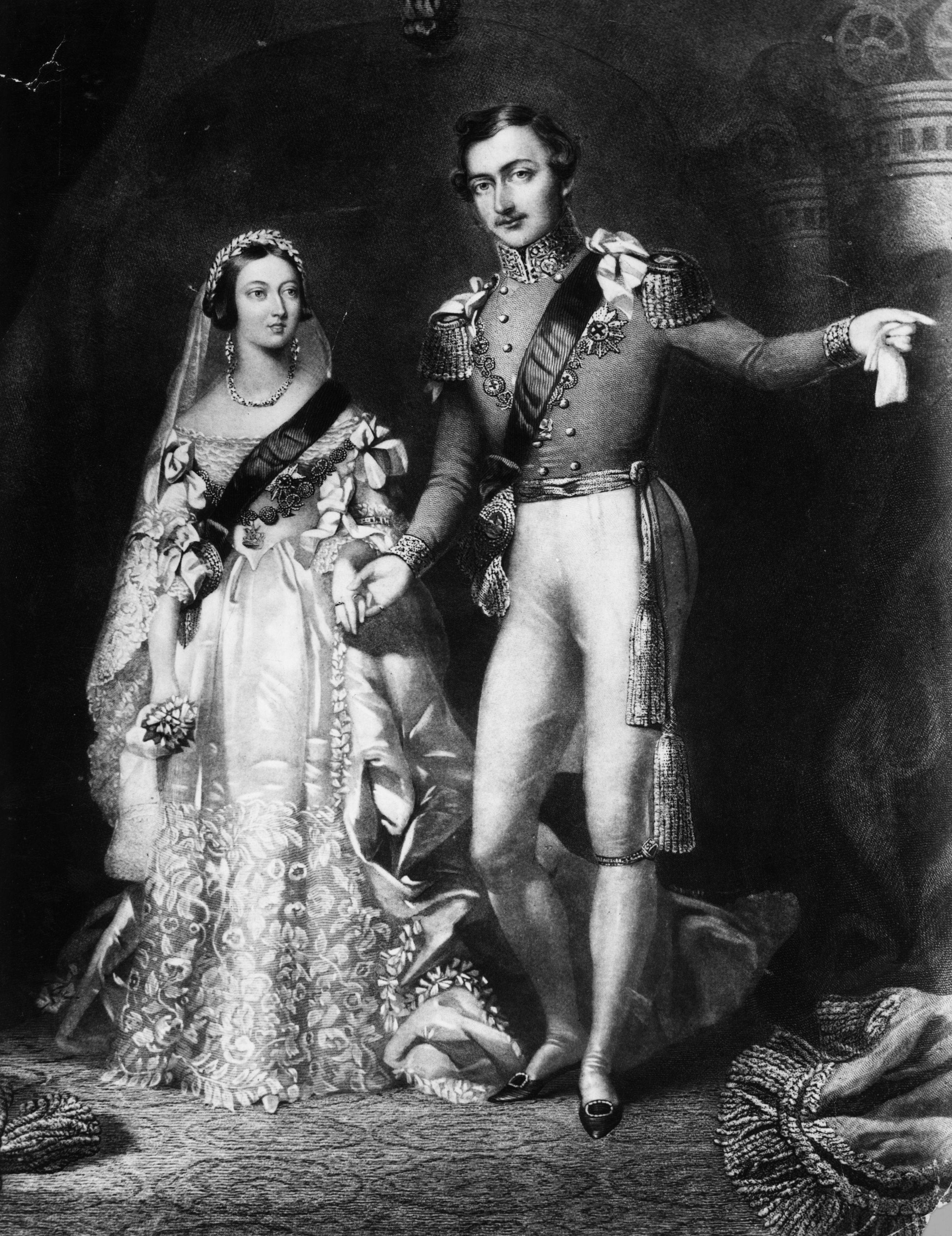
La reina Victoria y el príncipe Alberto a su regreso del servicio matrimonial en el Palacio de St James, Londres, 10 de febrero de 1840.

Las novias de la realeza antes de Victoria no solían usar blanco, optando en su lugar por "vestidos pesados bordados con hilo blanco y plateado", siendo el rojo un color particularmente popular en Europa Occidental en general. Durante este tiempo, las novias europeas y americanas usaban una gran variedad de colores, incluyendo azul, amarillo y colores prácticos como negro, marrón o gris. A medida que se difundían las crónicas de la boda de Victoria a través del Atlántico y por toda Europa, la gente de moda seguía su ejemplo.
Debido a las limitaciones de las técnicas de lavado antes de la última parte del siglo XX, los vestidos blancos proporcionaban una oportunidad para el consumo conspicuo. Se favorecían principalmente como una forma de mostrar al mundo que la familia de la novia era tan rica y tan firmemente parte de la clase privilegiada que la novia elegiría un vestido elaborado que pudiera arruinarse por cualquier tipo de trabajo o derrame.
Las mujeres estaban obligadas a usar velos en muchas iglesias cristianas hasta mediados del siglo XX; el resurgimiento del velo de novia como símbolo nupcial, y su uso incluso cuando no era requerido por la religión de la novia, coincidió con el énfasis social en que las mujeres fueran modestas y bien portadas.
Los libros de etiqueta comenzaron a convertir la práctica en una tradición y pronto el vestido blanco se convirtió en un símbolo popular de estatus que también llevaba "una connotación de inocencia y pureza virginal". La historia difundida sobre el velo de novia era que las novias decorosas eran naturalmente demasiado tímidas para mostrar sus rostros en público hasta que se casaban.
Para finales del siglo XIX, el vestido blanco era la prenda de elección para las novias de élite en ambos lados del Atlántico. Sin embargo, las novias de clase media y baja no adoptaron completamente la tendencia hasta después de la Segunda Guerra Mundial. Con la prosperidad creciente en el siglo XX, la tradición también creció para incluir la práctica de usar el vestido solo una vez. Como escribe la historiadora Vicky Howard, "[s]i una novia llevaba blanco en el siglo XIX, era aceptable y probable que usara su vestido nuevamente". Incluso la reina Victoria hizo que su famoso vestido de novia de encaje fuera remodelado para usarlo más tarde.
La representación de las bodas en las películas de Hollywood, especialmente inmediatamente después de la Segunda Guerra Mundial, ayudó a cristalizar y homogeneizar la boda blanca en una forma normativa y generalizada.

## Otras tradiciones

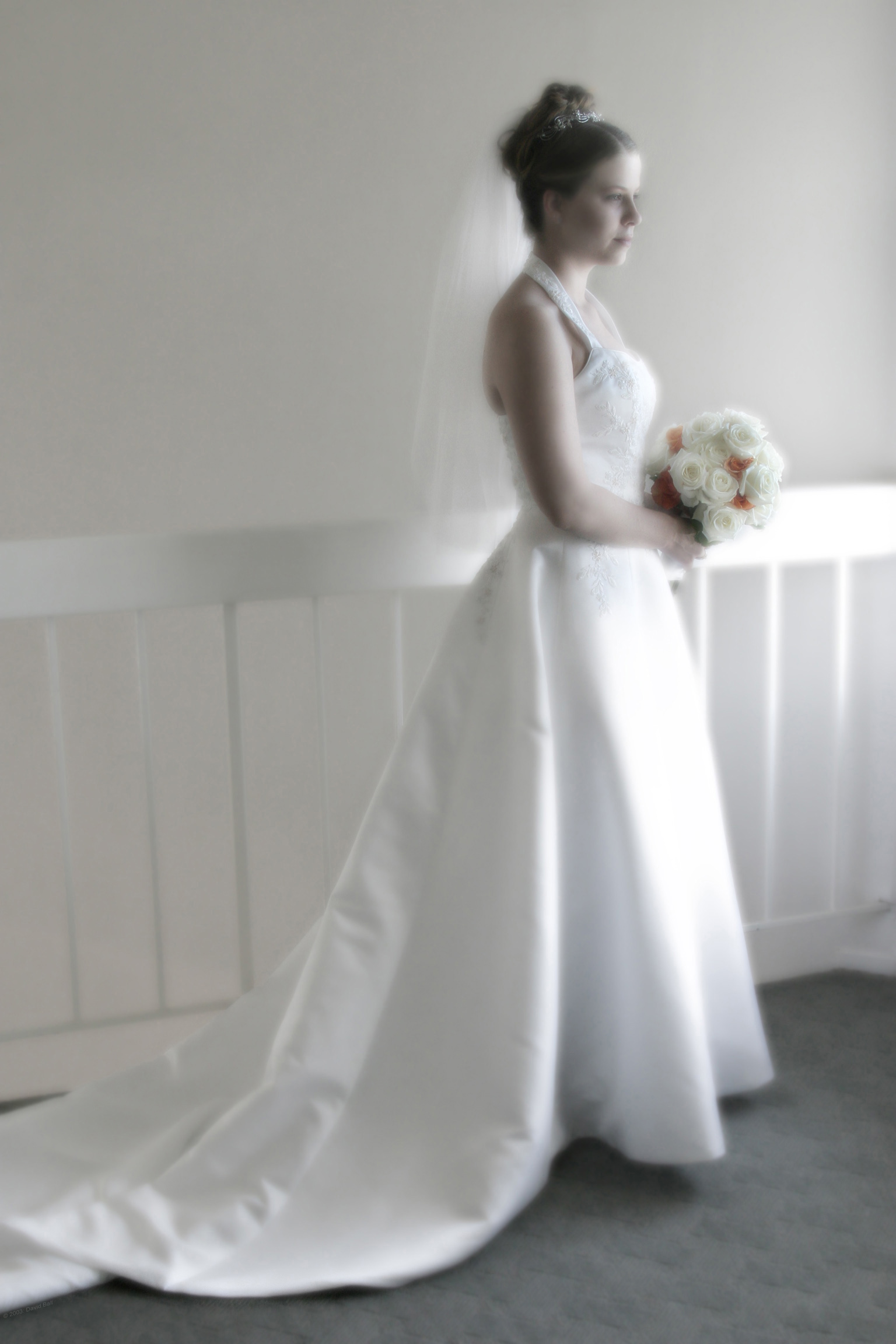
Una novia con un vestido blanco contemporáneo con cola, tiara y velo blanco, tomada en 2003.

"Color Wheel Pro" describe el blanco en asociación con la luz, la bondad, la inocencia, la pureza y la virginidad. El blanco también suele considerarse el color de la perfección. En cuanto a otros significados importantes para el blanco en el día de la boda, "colormeaning.com" dice: "En psicología del color, el blanco es el color de los nuevos comienzos: borrando el pasado. El color blanco es un lienzo en blanco, esperando ser escrito". El blanco es el color en la cultura occidental más asociado con los comienzos. Cristo después de la Resurrección tradicionalmente se representa vestido de blanco. En el cristianismo, los niños son bautizados y reciben la primera comunión vistiendo blanco. Los bautismos están especialmente ligados al blanco ya que la persona está haciendo un compromiso religioso de ser puro y limpio ante Dios. Los ritos religiosos y la ropa asociada con ellos siempre han sido importantes, y el blanco a menudo es un color común utilizado para expresar un alto compromiso religioso y pureza. En 2018, aproximadamente el 83% de las novias en los Estados Unidos usaron vestidos blancos en su boda, según una encuesta de la revista Brides. Para las bodas en los templos de la Iglesia de Jesucristo de los Santos de los Últimos Días, tanto la novia como el novio visten ropa blanca durante la ceremonia.
La boda blanca tradicional no estaba necesariamente definida solo por el color del vestido. La boda de la hija de la reina Victoria, Victoria, con el príncipe Federico Guillermo de Prusia en 1858 también introdujo música coral acompañando el cortejo nupcial, cuando la práctica estándar hasta entonces había sido tener música de cualquier tipo solo durante el banquete después de la ceremonia nupcial.
Después de la Primera Guerra Mundial, a medida que las bodas formales a gran escala comenzaron a ser deseadas por las madres de novias que no tenían una secretaria social permanente, la posición del planificador de bodas, que podía coordinar al impresor, florista, catering y modista, comenzó a cobrar importancia. La primera edición de Bride's Magazine se publicó en 1934 como un inserto publicitario de periódico titulado "¡Así que te vas a casar!" en una columna titulada "Para la novia", y su rival Modern Bride comenzó a publicar en 1949.
La experiencia completa de la boda blanca de la actualidad típicamente requiere que la familia organice o compre invitaciones de boda impresas o grabadas, músicos, decoraciones como flores o velas, ropa y flores para damas de honor, padrinos, entre los protestantes una niña de las flores, y un niño portador de anillos. También pueden agregar características opcionales, como un libro de visitas o folletos conmemorativos de la boda. Es común tener una celebración después de la ceremonia de la boda, normalmente un banquete con un gran pastel de bodas blanco.

## Participantes
Las bodas tradicionales requieren, además de la novia y el novio, un oficiante del rito, que puede ser un ministro, sacerdote, pastor, vicario, rabino, imán u oficial civil autorizado para realizar matrimonios y que leerá un pasaje de la Biblia, Torá, Corán o documento civil.
Las típicas bodas blancas también incluyen un cortejo nupcial, que consiste en algunos o todos los siguientes:
- Padrinos o ujieres: Uno o más amigos y/o familiares que asisten al novio, generalmente hombres. El padrino principal se llama testigo (en inglés: best man), y se le da un lugar de honor. Una mujer (como la hermana del novio) se llama dama de honor. En la cultura hispánica, hay un padrino y una madrina, que tradicionalmente son el padre de la novia y la madre del novio.
- Damas de honor: Una o más amigas y/o familiares que apoyan a la novia. En la cultura anglosajona, la dama de honor principal puede ser llamada dama de honor o madrina de honor. Entre los protestantes una niña demasiado joven para casarse, pero demasiado mayor para ser una niña de las flores, se llama dama de honor junior.
- Niña de las flores: Una niña pequeña que esparce flores frente al cortejo nupcial.
- Portador de los anillos: Un acompañante, a menudo un niño pequeño, que lleva los anillos de boda.

Por lo general, estos roles son ocupados por familiares o amigos cercanos de la novia y el novio; ser invitado a desempeñar estos roles se considera un honor y generalmente conlleva algún gasto.

## Ceremonia

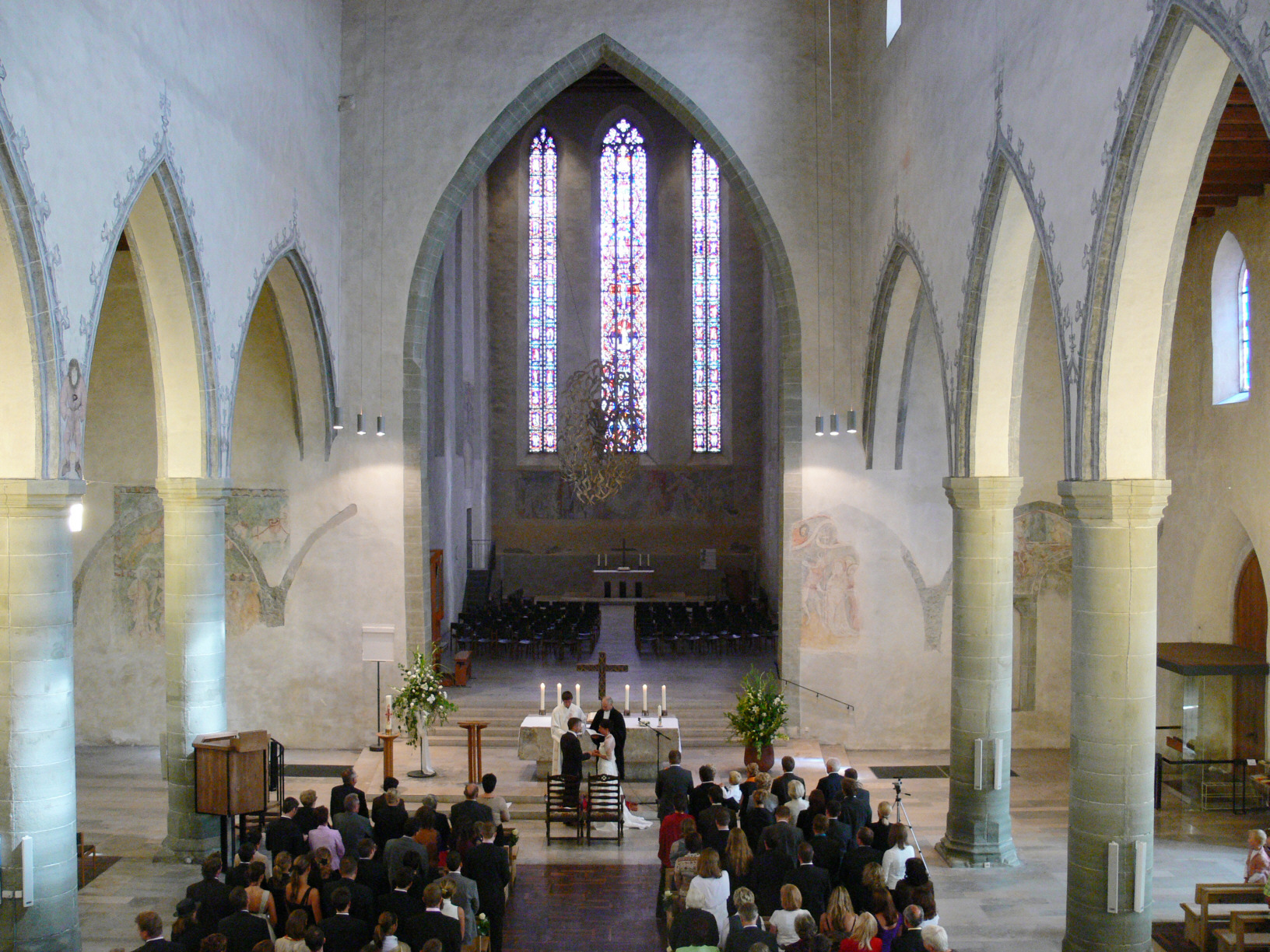
Un sacerdote luterano en Alemania casa a una pareja joven en la iglesia.

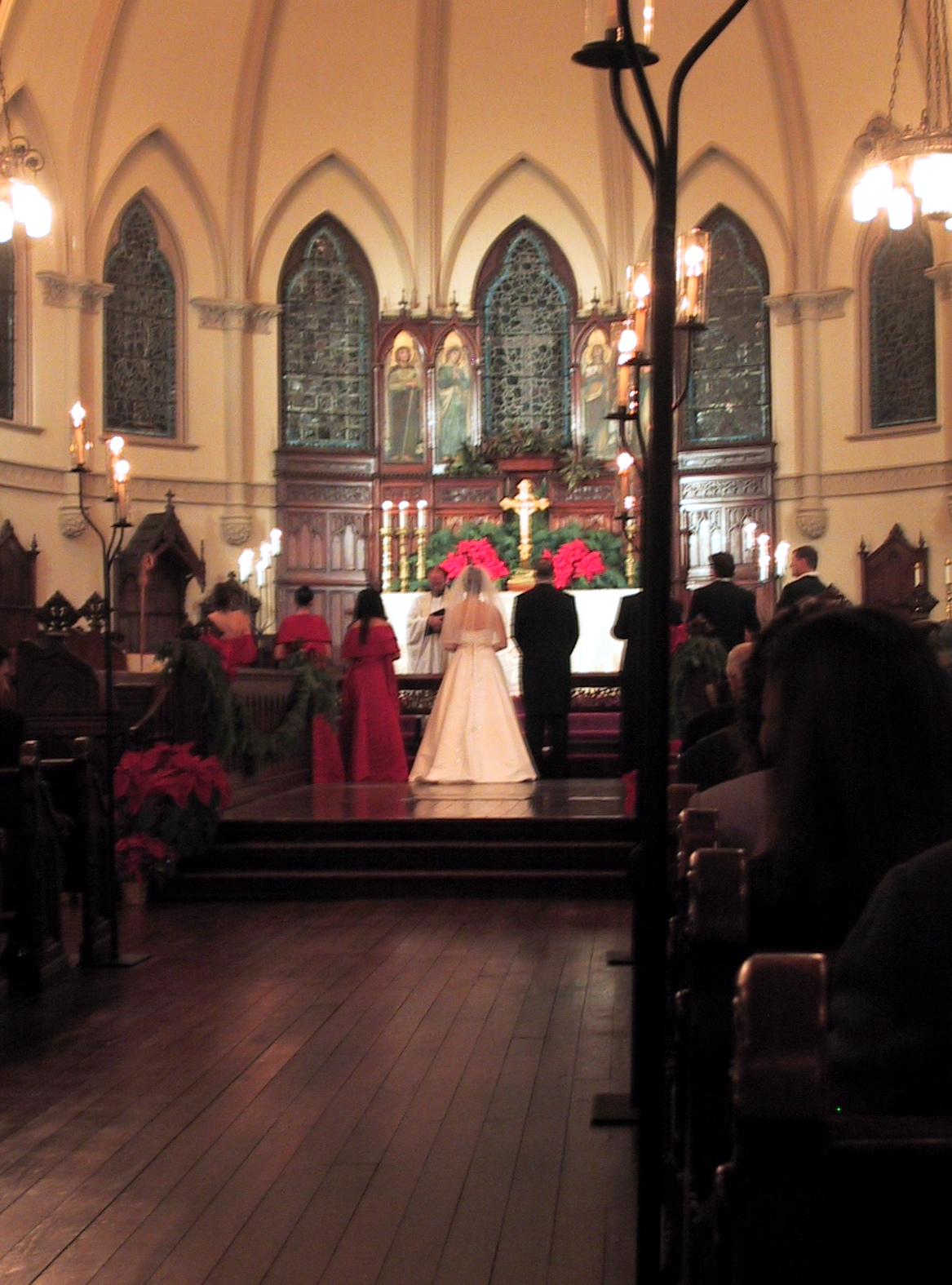
La novia y el novio se paran frente al altar durante la ceremonia de la boda, rodeados por las damas de honor y los padrinos.

Cuando los invitados llegan a una boda, los ujieres, si los hay, ayudan a los invitados a tomar sus asientos. En una ceremonia de boda blanca típica, que se deriva principalmente de la tradición cristiana (inclusive de denominaciones como el luteranismo y el anglicanismo, por ejemplo), la novia y el novio se paran uno al lado del otro en el frente de la iglesia ante el altar durante la mayor parte o toda la ceremonia. En consecuencia, algunos invitados prefieren sentarse en el lado más cercano a la persona que conocen mejor. Por lo general, esto significa que la familia de la novia se sienta a la izquierda y la familia del novio a la derecha. Las primeras filas generalmente están reservadas para familiares cercanos o amigos.
Algunas parejas hacen una ceremonia de escoltar a sus abuelos, padres y padrastros a sus asientos inmediatamente antes de que comience la procesión nupcial. En otros casos, estos parientes forman parte de la procesión nupcial.
Dependiendo del país, su edad y situación, y sus preferencias personales, la novia puede caminar sola o ser escoltada por su padre, ambos padres, uno o más parientes que desee honrar o el novio. En las bodas blancas suecas, la novia y el novio suelen bajar por el pasillo juntos. Del mismo modo, algunas parejas eligen que el novio sea escoltado al altar por su familia.
Ya sea que la novia sea la primera o la última en entrar en la iglesia, varía según el país. En Estados Unidos, la novia suele ser la última, precedida por el resto de la corte nupcial. En el Reino Unido, lidera la procesión, seguida de las damas de honor, las niñas de las flores y los pajes. A veces, el novio ya está presente en la iglesia; otras veces, él y cualquier padrino forman parte de la procesión. La música que se toca durante esta procesión se llama comúnmente marcha nupcial, independientemente de las canciones que se toquen.
Si la boda es parte de un servicio religioso, entonces técnicamente el servicio comienza después de la llegada de los participantes, comúnmente con una oración, bendición o saludo ritual. Durante la ceremonia, cada miembro de la pareja hace los votos matrimoniales al otro frente al oficiante de bodas. La ceremonia podría incluir la reproducción de un preludio, el canto de himnos y lecturas de la Biblia, así como la Sagrada Comunión de acuerdo con la liturgia de matrimonio cristiano de la iglesia en la que se celebra la boda, por ejemplo, luterana, católica, presbiteriana, anglicana, metodista, bautista, mormona, calvinista, unitaria, protestante, ortodoxa, etc.
Después de que la ceremonia de la boda en sí misma termina, la novia, el novio, el oficiante y dos testigos generalmente van a una sala lateral para firmar el registro de bodas en el Reino Unido o la licencia de matrimonio emitida por el estado en los Estados Unidos. Sin la firma del registro o la licencia de matrimonio, no se ha celebrado legalmente un matrimonio.
Después, los invitados pueden celebrar la salida de la pareja de la iglesia arrojándoles arroz, confeti, pétalos de flores o semillas. Desde la década de 2010, a veces se proporcionan pequeños contenedores de burbujas a los invitados para que las soplen hacia la pareja en lugar de arrojar los elementos mencionados anteriormente.

## Recepción y banquete

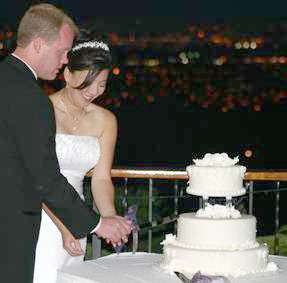
Pareja cortando el pastel de bodas.

Las celebraciones se trasladan a una recepción en la que la pareja recién casada, como los invitados de honor, y los anfitriones y tal vez miembros del cortejo nupcial saludan a los invitados en una fila de recepción. Aunque ahora comúnmente se llama recepción sin importar el estilo de fiesta, las celebraciones de bodas van desde recepciones simples hasta banquetes o grandes bailes de bodas.
El menú incluye como postre un pastel de bodas. Los pasteles de boda suelen tener varias capas elaboradamente decoradas con glaseado blanco. Cortar el pastel de bodas a menudo se convierte en un ritual, completo con compartir un bocado simbólico del pastel en un rito que se remonta a las bodas confarreatio paganas en la antigua Roma.
Durante la recepción o el banquete, se pueden dar una serie de discursos y/o brindis en honor a la pareja.
Si hay baile, se espera que la novia y el novio, como los invitados de honor, sean las primeras personas en comenzar a bailar. Esto suele llamarse vals nupcial, incluso si la pareja ha arreglado un estilo de música diferente. En Dinamarca, todavía es normal bailar el primer baile como pareja al vals. Algunas familias luego organizan una serie de bailes entre los recién casados y sus padres u otros miembros de la cortejo nupcial, con la expectativa de que los invitados observen las actuaciones.
En algún momento, la pareja casada puede convertirse en el objeto de un charivari, una broma de buen humor a la pareja recién casada. La naturaleza depende de las circunstancias. En la India y otras culturas del sur de Asia, los invitados pueden intentar robar los zapatos del novio cuando él se los quita para una ceremonia religiosa y luego vendérselos de nuevo. Este juego a veces se llama joota chupai. En las culturas occidentales, los invitados pueden atar latas de metal o un letrero que diga "recién casados"  (en inglés: just married) al parachoques del coche de la pareja, si se van en su propio coche en lugar de uno alquilado.
Como los invitados de honor, la pareja recién casada es la primera en abandonar la fiesta. Desde la antigua Roma hasta la Edad Media en Europa, se lanzaban granos de trigo a la novia en un deseo de prosperidad y fecundidad; desde el siglo XX es típico arrojar arroz, como símbolo de fertilidad, a la pareja mientras se van.

## Galería
Fotografías de bodas de finales del siglo XIX, principios del siglo XX y principios del siglo XXI. Las primeras dos imágenes muestran a la novia con un vestido negro u oscuro. Los estilos fotográficos de capturar bodas fueron evolucionando desde las iniciales expresiones serias y posadas hasta momentos cada vez más espontáneos que muestran emoción y alegría.

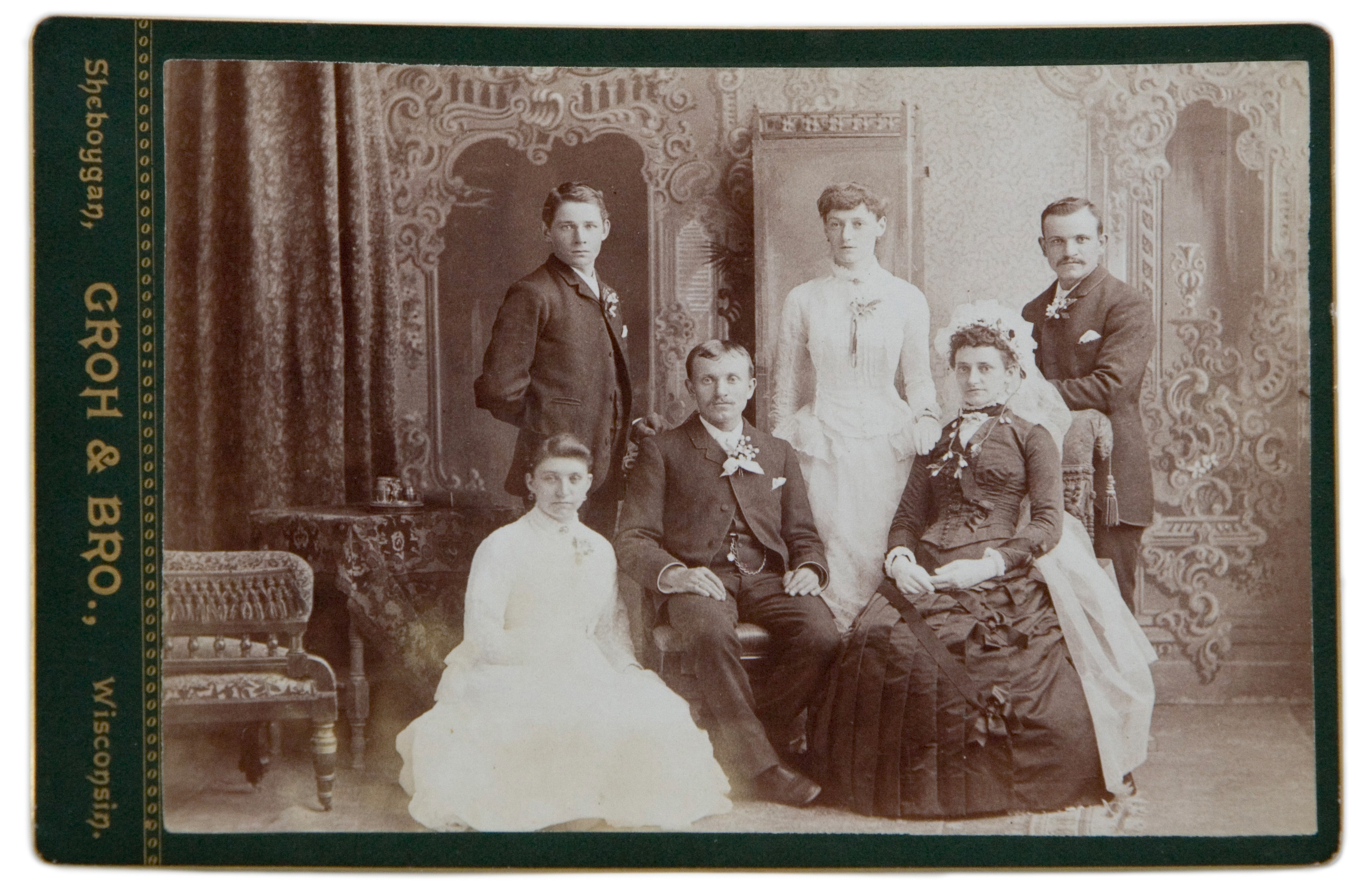
Una fiesta de bodas de los años 1870 o 1880.
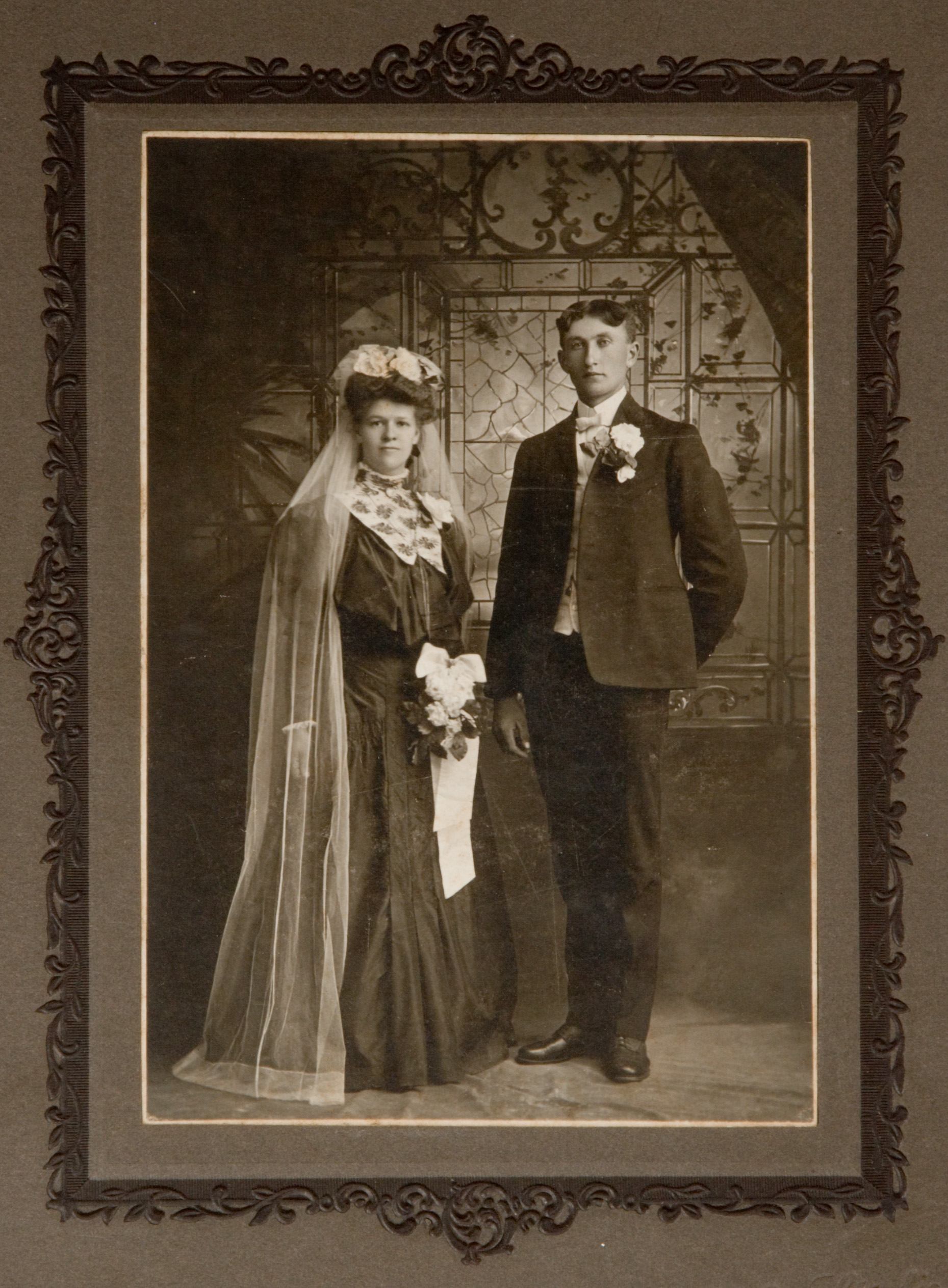
Finales del siglo XIX.
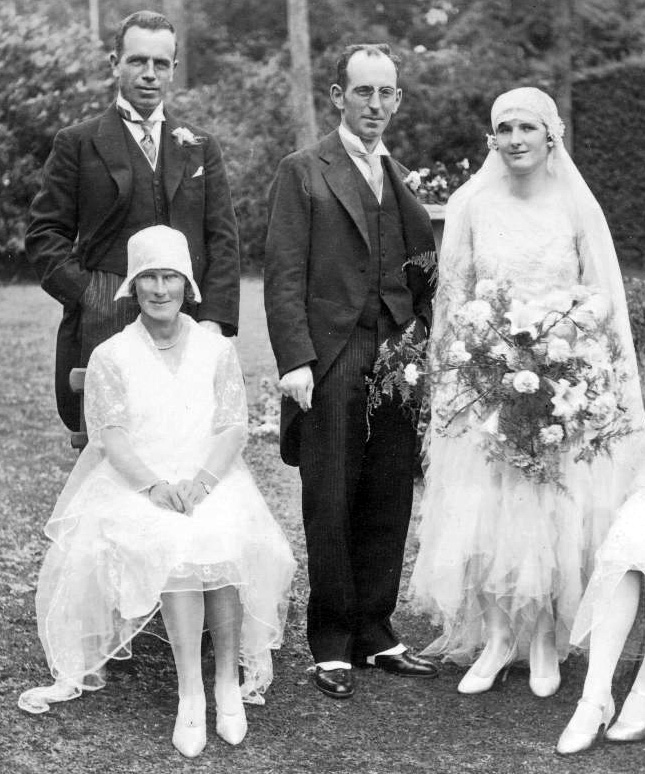
Boda de 1929.
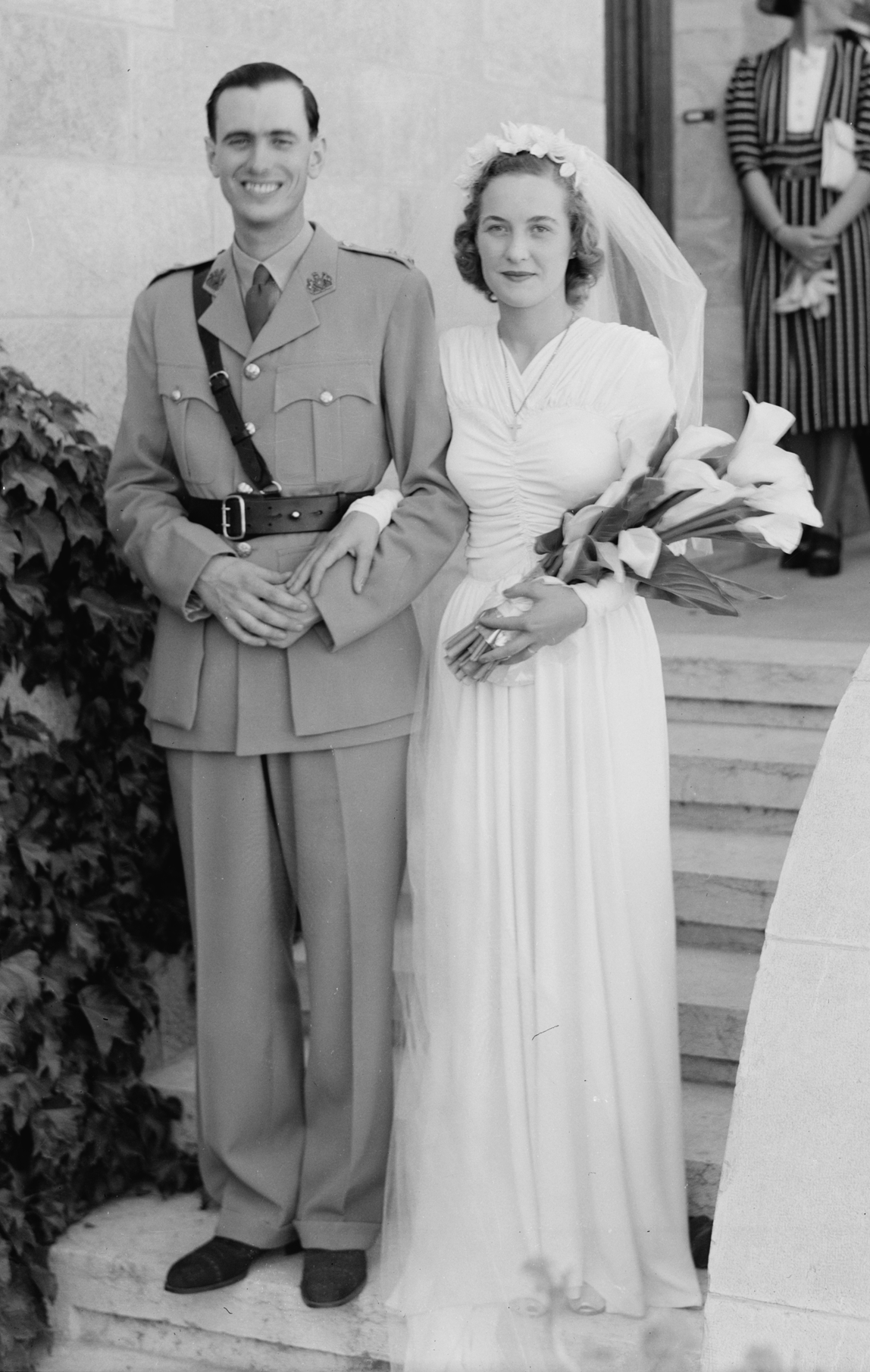
Boda de 1942.